# All-points bulletin
Az All-points bulletin (APB, magyarul: "fontos közlemények") egy üzenet, amelyben a küldő, és a fogadó fél egyaránt egy rendvédelmi szerv. Tipikusan egy veszélyes, vagy eltűnt, körözött, letartóztatandó gyanúsított, vagy egy megfigyelés alatt álló személyről szól, akit a rendvédelmi szervek el kívánnak kapni. Az amerikai rendőrségnél a kifejezést 1960 óta használják. Az APB-nek több, állandósult megfelelője van, például a BOL, vagy BOLO ("Be on the look-out", magyarul: "megfigyelendő"). Használják továbbá az ATL formát is ("Attempt to locate", magyarul: "Azonosítani próbáljuk"). Az ausztráloknál a procedúra KALOF néven ismert ("Keep a lookout for", magyarul: "Keressék ...-t").
Az Egyesült Királyság egy hasonló rendszert használ, melyet APW-nek ("All Ports Warning") neveznek, melynek lényege, hogy az említett gyanúsítottnak, vagy megfigyelés alatt álló személynek képét elküldik az összes kikötőnek, repülőtérnek, és a jelentősebb, nemzetközi pályaudvaroknak. Mivel az Egyesült Királyságban rengeteg ilyen hely van, helyette a rendőrségek leginkább csak a jelentősebb pályaudvaroknak, kikötőknek, és vasútállomásoknak küldik el a képeket, egyénileg.
Az APB-k rendszeresen megjelennek a különféle krimikben is.

## Fordítás
Ez a szócikk részben vagy egészben  az   All-points bulletin című angol Wikipédia-szócikk ezen változatának fordításán alapul.  Az eredeti cikk szerkesztőit annak laptörténete sorolja fel. Ez a jelzés csupán a megfogalmazás eredetét és a szerzői jogokat jelzi, nem szolgál a cikkben szereplő információk forrásmegjelöléseként.